# Katarina Howard
Katarina Howard (engelska: Catherine Howard), född cirka 1521 i Lambeth, död 13 februari 1542 på Towern (avrättad), var drottning av England och Henrik VIII:s av England femte hustru. Hon tillhörde en av Englands främsta adelsfamiljer vars huvudman hertigen av Norfolk fick se två av sina syskonbarn bli både drottningar och halshuggna; Katarina och Anne Boleyn. Katarina Howard tillhörde genom sin familj också den konservativa falangen vid hovet och väckte stor missunnsamhet hos de reformerta.
Katarinas släkt hade fiender som inte var förtjusta i att Henrik valde henne som hustru. Den 2 november 1541 överlämnade en av dem, ärkebiskop Thomas Cranmer, ett brev till Henrik vars innebörd anklagade Katarina för att ha älskare och därmed ha begått äktenskapsbrott. Hon avrättades den 13 februari 1542 genom halshuggning då hon dömts för högförräderi, för att ha haft ett förhållande med en av kungens hovmän, Thomas Culpeper. Katarina erkände dock aldrig otrohet, eller något fullbordat förhållande med Culpeper.

## Tidig levnad och härkomst

### Härkomst och barndom
Katarina Howard var född någon gång mellan år 1521 och 1524.
Hon var dotter till lord Edmund Howard som var en yngre bror till hertigen av Norfolk, vilket innebar att hon var kusin till Henriks andra fru Anne Boleyn, och kusin till Henry Howard, earl av Surrey. Familjen Howard var mäktig och rik, men som yngre son i en mycket stor familj var Katarinas far inte särskilt välbeställd utan tvingades ofta be sina rikare släktingar om lån. När Anne Boleyn blev drottning hjälpte hon Edmund genom att se till att han fick en tjänst hos kungen. Denna form av nepotism var inte bara accepterad i samtiden, utan sågs snarast som en plikt gentemot släkten.
Ätten Howard hade lyckats bygga upp sin ställning på militära meriter, bland annat hade John Howard, som senare kom att bli den förste hertigen av Norfolk, på slagfältet förskaffat sig både Edvard IV:s och Rikard III:s förtroende. Man hade även flyttat familjens positioner framåt genom fördelaktiga giftermål; det viktigaste när sir Robert Howard gifte sig med Margaret Mowbray, varigenom hertigtiteln Norfolk kom att övertas av ätten Howard en generation senare.
Ätten Howards framtid sattes dock på spel då hertigen av Norfolk var lojal med Rikard III och stred på dennes sida i slaget vid Bosworth Field. Henrik VII insåg dock värdet i denne framstående soldat, varför Thomas Howard tilläts träda i huset Tudors tjänst, även om hertigtiteln fråntogs honom genom ett parlamentsbeslut. Titeln hertig av Norfolk återbördades till huset Howard först efter segern i slaget vid Flodden 1513. Vid det laget hade man dock återförsäkrat sig om kunglig gunst, makt och inflytande, och säkrat sin plats i skuggan av tronen.
Mycket litet är känt om Katarina Howards barndom och uppväxt. Hennes far Edmund var aldrig en av kungens favoriter, bland annat därför att han var den ende engelske befälhavare som besegrades i slaget vid Flodden. Genom Anne Boleyns försorg utsågs han dock till befälhavare i Calais 1531, och han fick även motta egendomar som tillfallit kronan efter en dömd brottsling. Bara några månader efter detta dog han dock. Katarinas mor, Jocasta (eller Joyce) Culpeper, kom från förmögen lantadel. Var Katarina föddes är också omtvistat; vissa historiker föreslår Lambeth, en stadsdel av London, andra har hävdat att hon föddes på någon av familjens egendomar i Kent. Hennes mor förefaller ha avlidit när Katarina var i 10-årsåldern.
Kring 1531 skickades Katarina att uppfostras hos sin styvfarmor Agnes Tilney, änkehertiginna av Norfolk. I hennes palats i Lambeth uppfostrades ett flertal ungdomar. Hon tillhörde hertiginnans hushåll i Horsham och Lambeth vid samma tidpunkt som Alice Restwold, Mary Lascelles, Dorothy Baskerville, Margaret Benet, Katherine Tylney och Margaret Morton. Det var vanligt på denna tid att adelsfamiljer valde att placera sina barn hos rika och mäktiga släktingar och vänner som ett led i att ge dem förfining och skapa nyttiga och värdefulla kontakter. Hertiginnans hushåll i Lambeth sköttes dock med tämligen slapp hand, då änkehertiginnan ofta befann sig vid hovet och därför inte personligen kunde övervaka ungdomarnas uppfostran.

### Utbildning och fostran

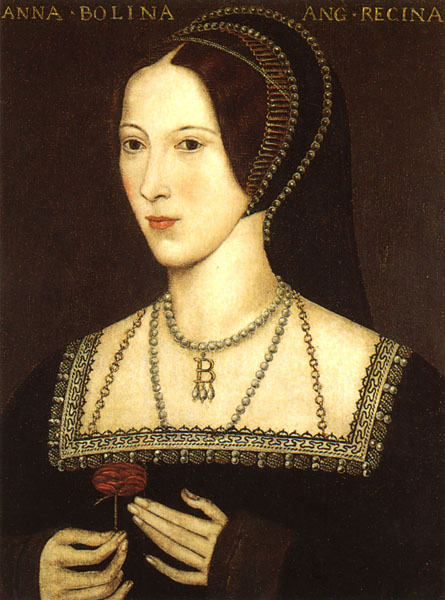
Anne Boleyn, Katarinas släkting och föregångare, porträtt av okänd konstnär.

Som en följd av sin härkomst och uppväxtmiljö fick inte Katarina den noggranna uppfostran som Henrik VIII:s tidigare hustrur fått. Man ska dock komma ihåg att enbart det faktum att hon kunde läsa och skriva (åtminstone hjälpligt) gjorde att hon var mer välutbildad än de flesta samtida kvinnor. Det vanliga, även bland kungliga och adliga damer vid denna tid, var att kvinnors uppfostran gick ut på hushållssysslor och hustrulig lydnad och dygd.
Katarina beskrivs ofta som livfull, men inte som studieinriktad eller dygdig. Den lössläppta stämningen bland ungdomarna i änkehertiginnans hushåll, och bristen på övervakning, ledde till att Katarina kunde inleda ett förhållande med sin musiklärare, Henry Manox. Detta förhållande, som även innehöll inslag av sexuell natur, inleddes någon gång runt år 1536, då Katarina var mellan 11 och 16 år gammal. När Katarina blev drottning utsåg hon Manox till hovmusikant. Han kom senare att avlägga vittnesmål vid utredningen mot henne, då hon anklagades för högförräderi, det vill säga otrohet. Både Manox och Katarina erkände vid undersökningen mot henne att de haft ett sexuellt förhållande. Katarina beskrev i sitt vittnesmål handlingar som vi med modernt språkbruk snarast skulle beskriva som petting.
Detta första intima förhållande avslutades 1538, då Katarina istället inledde en relation med en av änkehertiginnans sekreterare, Francis Dereham, som inledningsvis uppvaktat en annan av de unga damer som uppfostrades av änkehertiginnan, Joan Bulmer. De blev älskande och tog för vana att tilltala varandra "hustru" och "make", enligt vad Katarina senare kom att erkänna. Katarina fick också sköta flera uppgifter åt Dereham som vanligen utfördes av en hustru åt sin äkta man, till exempel att ta hand om hans pengar när han var borta i tjänsteärenden. Förhållandet mellan Katarina och Dereham var känt bland de övriga ungdomarna i hushållet, och det var möjligen genom deras försorg som saken kom till änkehertiginnans kännedom år 1539. En annan teori var att det var den försmådde älskaren Manox som angav dem till hertiginnan. Hon såg då till att skilja Katarina och Dereham åt genom att skicka honom till Irland. Det är möjligt att Katarina och Dereham innan de skiljdes åt gav varandra någon form av äktenskapliga löften, en handling som under denna tid kunde betraktas som ett giltigt äktenskap om den även bekräftades genom ett sexuellt fullbordande. Detta skulle då ha accepterats som ett äktenskap även av kyrkan.
Katarina tillstod under förhör att Dereham och hon hade fullbordat förhållandet, men hävdade till sitt försvar att det varit vanligt förekommande att flickorna som var inhysta hos änkehertiginnan tog emot älskare i det sovrum de delade. En av de unga kvinnor som delade rum med Katarina under denna tid var Alice Restwold som trots sina unga år redan var gift. Hon vittnade senare att "Hon var en gift kvinna och visste vad äktenskap innebar och vad som hörde samman med stånkandet och stönandet som försiggick i hennes säng" 

## Tiden vid hovet

### Hovdam

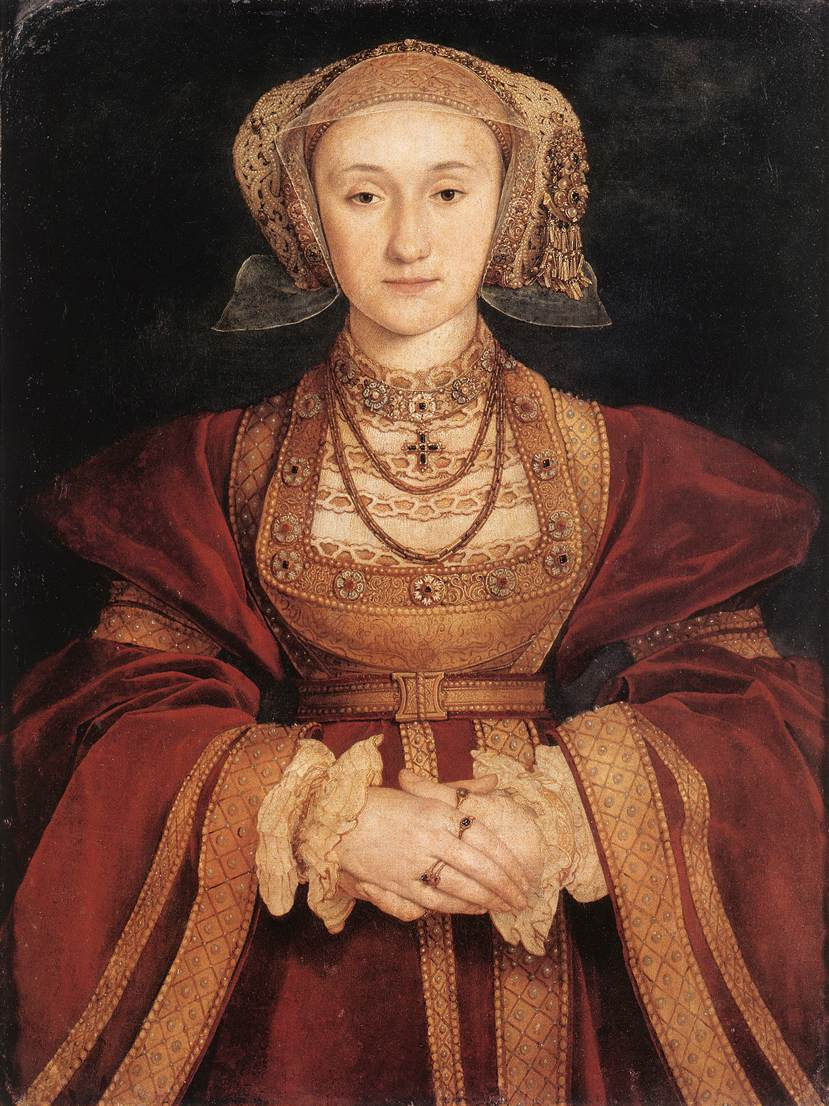
Anna av Kleve, drottningen Katarina kom för att tjäna, och istället kom att efterträda

Kungens tredje hustru, Jane Seymour, avled i barnsängsfeber efter att ha givit liv åt prins Edvard. Detta innebar att Henrik VIII för första gången stod utan hustru, utan att själv ha valt det. Detta öppnade möjligheten för hans rådgivare, med Thomas Cromwell i spetsen, att anordna ett politiskt äktenskap. Den gemål som valet till slut föll på var Anna av Kleve, systern till den protestantiske ärkehertigen av Kleve som man hoppades skulle bli en värdefull allierad mot de katolska staterna på kontinenten, främst Frankrike. I den kamp om åtråvärda platser vid den nya drottningens hov som utbröt lyckades hertigen av Norfolk tillförsäkra sig en plats åt sin systerdotter Katarina Howard som en av drottning Annas Maids of Honour, en obetald ställning som hovfröken som brukade innehas av ogifta flickor från de finaste adelsfamiljerna som på detta sätt kunde beredas väg till förnämliga äktenskap. Maids of Honour giftes ofta bort genom drottningens försorg, och försågs med en hemgift ur drottningens Privy Purse (privata medel), vilket sågs som en stor ära förutom de uppenbara ekonomiska fördelarna. Deras uppgifter bestod främst av att underhålla drottningen med dans och musik samt att pryda hovet med sin närvaro. Strax innan Katarina Howard fick plats vid hovet hade kungen låtit veta att han bara tänkte acceptera Maids of Honour som "var vackra och som han tyckte smyckade sin plats".
Ätten Howard hade redan sett en medlem av släkten, Anne Boleyn, ta sig upp på tronen från en plats som hovdam, och det är inte osannolikt att man hade förhoppningar om att även Katarina skulle falla kungen i smaken.
Det finns källor som pekar på att kungen blev förtjust i Katarina Howard redan första gången han såg henne. I ett brev skickat från hovet till änkehertiginnan av Norfolk rapporteras det att "Kungens Höghet började åtrå Katarina Howard redan första gången han såg henne". Att han första gången han såg Anna av Kleve istället funnit henne motbjudande erbjöd Katarina lysande framtidsutsikter. I april 1540 hade kungen redan börjat överösa Katarina Howard med furstliga gåvor, och han visade öppet att han favoriserade henne.  Katarinas släkt, som visserligen tvivlade på att hon hade förstånd och karaktär nog att duga som drottning, såg detta som en möjlighet att återvinna den gunst hos kungen de förlorat genom Anne Boleyns fall. Då ätten Howard var katoliker såg de även ett ökat inflytande för deras del som ett viktigt inslag i kampen för att återföra England till den sanna tron. Familjen gjorde därför allt de kunde för att främja relationen mellan Katarina och kungen.
Anna av Kleves misslyckande som kunglig gemål innebar Thomas Cromwells fall och avrättning, vilket öppnade för de konservativa krafterna vid hovet, vilkas ledare hertigen av Norfolk var. Den tonåriga Katarina Howard blev på så sätt en bricka i spelet, inte bara för ätten Howards äregirighet, utan också för konflikterna vid hovet och kampen om makten mellan konservativa och reformerta krafter. I brev som finns bevarade undervisar änkehertiginnan av Norfolk Katarina om hur man bäst underhåller kungen, och Katarina försågs med dyrbara klänningar och annat för att pryda sig. Under tiden hjälpte hertigen av Norfolk kungen att upplösa äktenskapet med Anna av Kleve genom att hänvisa till en tidigare trolovning mellan henne och hertigen av Lorraine som man menade inte hade upphävts genom en laglig dispens. När drottning Anna var avlägsnad hade vägen öppnats för drottning Katarina att ta över.

### Drottning
Katarina förmäldes den 28 juli 1540 med Henrik VIII, endast 16 dagar efter ogiltigförklaringen av hans äktenskap med Anna av Kleve. Hon erkändes som drottning den 8 augusti samma år. Kungens brådska med att ingå detta äktenskap kan ses som symptomatiskt för hans livslånga strävan att söka säkra tronföljden genom att få söner. Henrik VIII hade en son, Edvard, men den höga barnadödligheten innebar att detta inte alls var någon garanti för att tronen skulle stanna i huset Tudor. Enligt legenden skulle kungen ha friat till Katarina en dag då han besökte sin son, och alla damer i rummet gjorde hovnigningar när Henrik kom in i barnkammaren. Kungen ska då ha kallat till sig Katarina och inför hela rummet förklarat att han aldrig ville att hon skulle göra så igen, då han ämnade göra henne till drottning. Katarina ska ha svarat genom att åter falla ner i en djup nigning. Denna historia är med största sannolikhet apokryfisk.

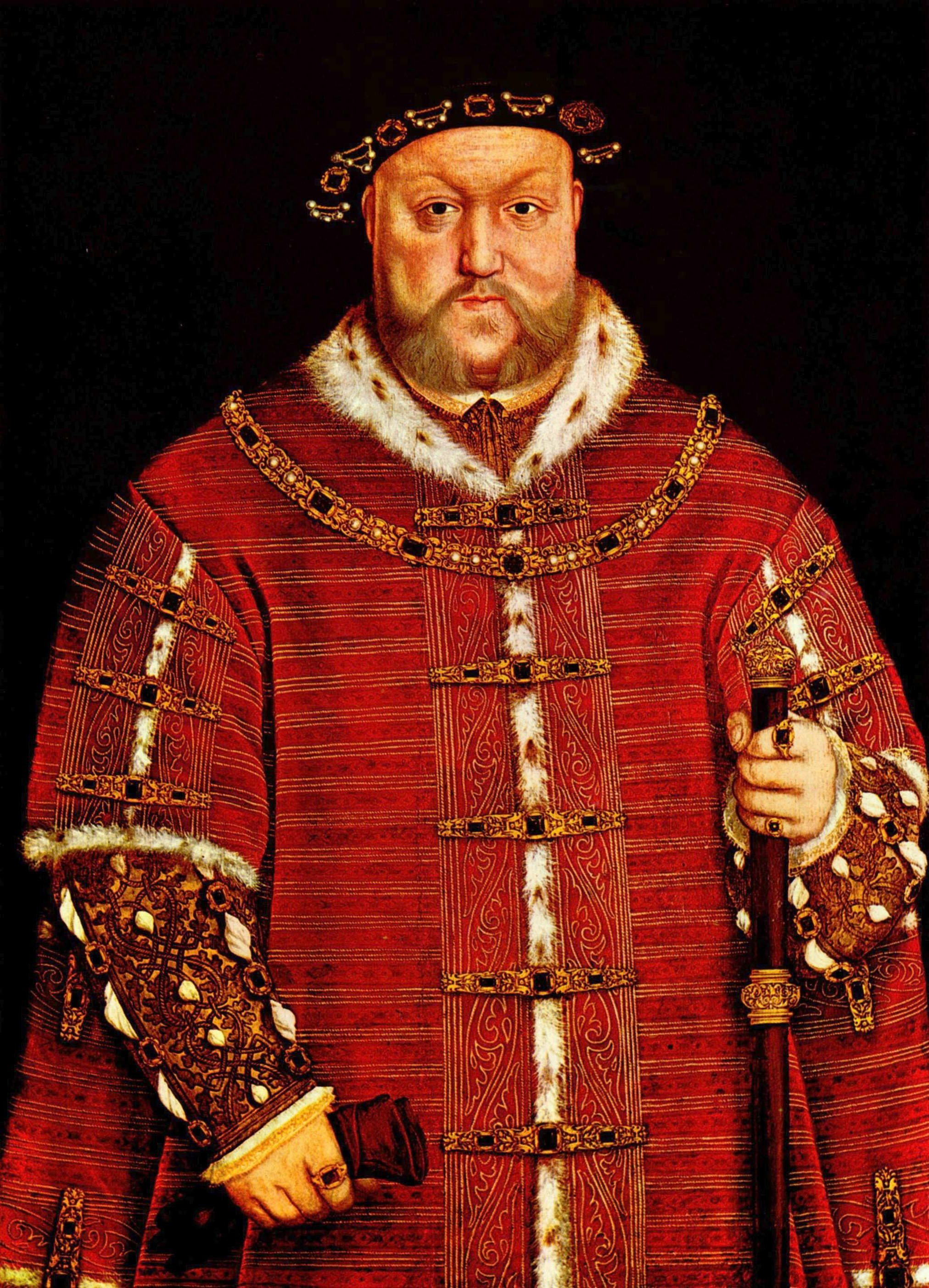
Henrik VIII, ungefär som han såg ut när han gifte sig med den då 19-åriga Katarina Howard. Målning av Hans Holbein d.y. 1542.

Henrik, som närmade sig de 50 och var på väg att bli mycket fet, överöste sin unga hustru med presenter och kallade henne för sin "ros utan törnen". Henrik tyngdes av vetskapen om att reformationen och krigen med Frankrike hade kostat honom folkets välvilja och därtill plågades han av gikt och bensår. Att ha en ung vacker kvinna vid sin sida livade upp den åldrande kungen. Hennes motto, "Ingen annan vilja än hans", visade på en inställning hos hustrun som kungen skulle uppskatta. Drottning Katarina var mycket livfull och ordnade dagligen danser och fester och annan underhållning för kungen, som själv hävdade att han genom sin hustru återvunnit sin ungdom. När kungen gjorde officiell entré i London med sin nya drottning sköt man salut från Towern och alla stadens framstående invånare rodde ut för att hylla kungaparet i deras slup. Katarina har vid denna tid beskrivits som liten och nätt men med kvinnliga former, glittrande ögon och kastanjefärgat hår.
Att äktenskapet inte enbart var ett nöje för Katarina kan man kanske förstå, med tanke på att hennes make var 30 år äldre än hon, fet (han vägde vid denna tid ungefär 136 kilo) och hade bensår som luktade illa och dagligen måste tömmas på var. Samtidigt framgår det av källorna att Katarina njöt av att vara drottning. Hon fick av kungen motta både de egendomar som tidigare tillhört Jane Seymour och stora delar av de egendomar som tillfallit kronan efter Thomas Cromwell. Enligt vittnesmål ska Katarina ha fått dyrbara presenter dagligen av den förälskade kungen. Julen 1540 finns det dokumenterat i hovets räkenskaper att drottningen erhöll ett fyrkantigt hängsmycke med 27 diamanter och 26 grupper med pärlor, en brosch sammansatt av 33 diamanter och 60 rubiner med en kant av pärlor, och en muff (en sorts kudde man kunde trä in händerna i för att skydda mot kyla) av svart sammet trimmad med sobel och prydd med 38 rubiner och 572 pärlor.
Drottning Katarina var gladlynt men kunde också få plötsliga vredesutbrott, särskilt när hon ansåg att hon inte behandlades med den respekt som tillkom en drottning. Vid ett tillfälle när hon var vid mycket dåligt lynne blev hon tillfrågad av kungen om orsaken. Hon sade då att hon hört ett rykte att han ämnade ersätta henne med den ratade Anna av Kleve. När kungen svor henne evig kärlek blev hon åter på gott humör. Katarinas krav på underkastelse kom också att skapa konflikt mellan henne och hennes nästan fyra år äldre styvdotter Maria. Katarina ansåg att Maria inte visade henne samma respekt som hon tidigare visat de två föregångarna Anna av Kleve och Jane Seymour. Av hämndlystnad lät därför Katarina säga upp två av Marias favoriter bland hovdamerna. Katarina och Anna av Kleve kom däremot bra överens. Anna, som fått titel av "kungens syster" och stora egendomar, bland annat Anne Boleyns familjehem Hever Castle som tack för sin villighet att låta sitt äktenskap upplösas, infann sig vid hovet och fordrade att få knäfalla inför Katarina som nådigt tog emot henne. Katarina utnyttjade som förväntat sin ställning till att gynna sina släktingar, varav många fick prestigefyllda titlar och ämbeten, inte minst gynnades hertigen av Norfolk som av kungen utsågs till Lord-Lieutenant of the North, utöver den post som Lord Treasurer som han redan innehade.

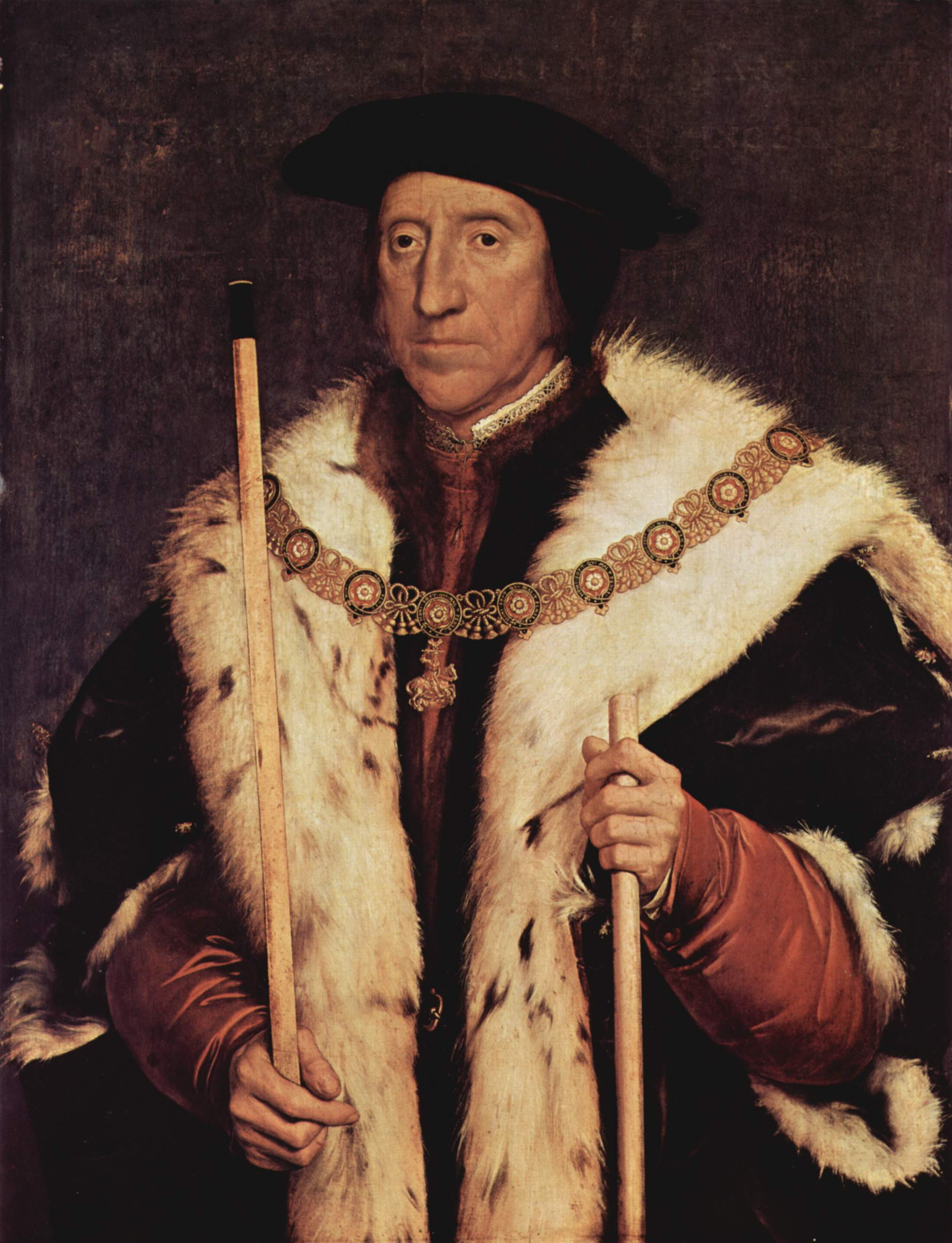
Thomas Howard, 3:e hertig av Norfolk som hade ett avgörande inflytande över Katarinas öde. Hans Holbein d.y.

Under sommaren 1541 åkte Henrik och Katarina på en form av eriksgata till norra England. Under denna tid vidtogs vissa förberedelser för en kröning av Katarina, vilket kan tolkas som att de hade ett äktenskapligt samliv och att Henrik ville att Katarina skulle krönas i samband med en förväntad graviditet. Katarinas situation denna sommar komplicerades dock av att personer som kände till hennes tidigare omoraliska förbindelser hos änkehertiginnan av Norfolk började söka upp henne för att be om tjänster – tjänster som Katarina för att köpa deras tystnad var tvungen att bevilja. 
Det som kom att bli skadligast för henne var att hon anställde sin tidigare älskare Francis Dereham som en av sina sekreterare. Detta var en av de handlingar som kom att leda till hennes fall. Även flera av de unga kvinnor som delat rum med Katarina under hennes tid hos änkehertiginnan av Norfolk fick plats som hovdamer hos drottningen, och det var flera av dessa som senare kom att vittna emot henne. Det faktum att hon på detta sätt omgav sig till största del med personer av, eller med nära anknytning till, ätten Howard skaffade henne fiender och avundsmän som senare kom att agera mot henne.
År 1541 inledde drottningen ett förhållande med en ung man i kungens uppvaktning: Thomas Culpepper. Det unga paret kunde träffas med hjälp av hennes hovdamer, bl.a. Lady Rochford, änka efter George Boleyn, Anne Boleyns bror. Culpeper hade i princip vuxit upp vid hovet, han var en Gentleman of the Bedchamber, vilket innebar att han tillhörde kungens närmaste uppvaktning, och en av hans uppgifter var att sova i kungens sovrum om denne skulle vakna och behöva något under natten. Culpeper hade rykte om sig att vara en kvinnokarl, men den romantiska bild av honom som tecknats, särskilt under 1800-talet, har skadats av att man funnit en källa som visar på att Culpeper våldtagit hustrun till en skogvaktare, medan hans män hjälpte till och höll fast henne, ett brott som kungen dock benådade honom för. Hur långt paret egentligen gick är svårt att idag utröna, bland annat på grund av att Culpepers bekännelse till del kom till under tortyr, Katarina och lady Rochford försökte rädda sina liv med sina berättelser, och de som vittnade mot Katarina till stor del drevs av hat, religiös fiendskap eller jakt på egen vinning. Historikerna idag ställer sig huvudsakligen tvivlande till huruvida förhållandet fullbordades.

## Sista tid och död

### Arrestering

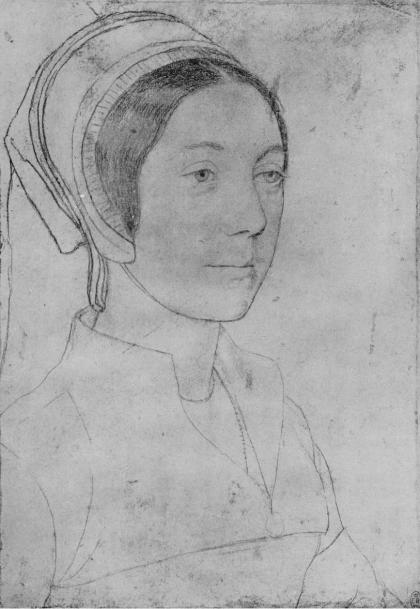
Okänd kvinna, ofta förmodad att vara Katarina Howard, av Hans Holbein d.y..

Släkten Howard hade fiender som inte var förtjusta över Henriks val av hustru. En av dem, ärkebiskop Thomas Cranmer, överlämnade den 2 november 1541 ett brev till Henrik, där det stod att Katarina hade levt i skörlevnad före giftermålet. Cranmer hade fått sina uppgifter från John Lassells, brodern till Mary Lassells, en kvinna som varit i tjänst hos änkehertiginnan i Lambeth. Lassells främsta skäl till att föra den information om Katarina vidare som han fått av sin syster var religiöst nit, Lassells var fanatiskt reformert och betraktade Katarina och hennes konservativt katolska släktingar som satans anhang.
Kungen vägrade först att sätta tilltro till uppgifterna, men beordrade Cranmer att genomföra en undersökning. Henrik fortsatte att vara på gott humör, och förväntade sig uppenbarligen att undersökningen skulle visa att beskyllningarna var falska och lögnaktiga. Katarina Howard själv sattes i husarrest på Hampton Court genom att dörrarna till hennes våning låstes och hon förbjöds att gå ut, medan kungen själv 5 november lämnade Hampton Court och gav sig till Whitehall. 
De unga kvinnor som delat rum med Katarina under åren hos änkehertiginnan i Norfolk House Lambeth förhördes och bekräftade anklagelserna om Katarinas föräktenskapliga relationer med Henry Manox och Francis Dereham, som i sin tur greps. Henry Manox förhördes och erkände att han hade försökt förföra Katarina i Lambeth, men misslyckats. 
Francis Dereham förhördes under tortyr och bekände att han hade ingått en hemlig trolovning med Katarina före hennes giftermål med kungen, men påstod aldrig att han hade haft ett förhållande med henne sedan hon gift sig med kungen; under tortyr angav han istället Thomas Culpepper som Katarinas älskare under hennes äktenskap. 
Thomas Culpepper uppgav att Katarinas hovdam Jane Boleyn hade uppmuntrat honom att begå äktenskapsbrott med drottningen och hade hjälpt dem att mötas ensamma, och han erkände att han hade velat begå äktenskapsbrott med Katarina, men att de aldrig hade tagit steget fullt ut och att han aldrig hade "känt henne köttsligen".
Kungen skickade 6 november Cranmer och Katarinas farbror hertigen av Norfolk till Hampton Court för att informera Katarina om anklagelserna, förhöra henne och konfrontera henne med de bevis man hade, vilka utöver de tre männens erkännande även bestod i vittnesmål från hovfolk, bland annat drottningens hovdamer och främst av dessa de unga kvinnor som delat rum och vänskap med Katarina under åren hos änkehertiginnan i Lambeth.
Cranmer lyckades också komma över ett kärleksbrev som Katarina skrivit till Culpepper, detta brev är det enda skrivet av Katarinas hand som fortfarande existerar. Liksom många adelsdamer under denna tid anlitade Katarina vanligen professionella skrivare istället för att skriva själv, och när hon skrev ett kärleksbrev och alltså var tvungen att skriva personligen, var hennes skrivstil mycket dålig. 
Hon skrev bland annat: 
"Jag önskar att ni vore hos mig nu så ni kunde se vilket besvär jag gör mig med att skriva till er [...] Jag hörde att ni var sjuk och har aldrig längtat så mycket efter någonting som att se er [...] Mitt hjärta brister när jag inte alltid får vara i ert sällskap. [...]"
Hon tackade Culpepper för att han lovade att vara snäll mot kungen, och bad honom komma till henne när hennes hovdam Lady Rochford var i tjänst, "ty då har jag mest tid att stå till ert förfogande" och undertecknade brevet med: "Er så länge livet varar - Katheryn."
Katarina anklagades för högförräderi, eftersom en drottnings äktenskapsbrott jämställdes med detta brott. Hon erkände de förhållanden hon haft före äktenskapet, men hon erkände aldrig otrohet. I sitt erkännande till kungen skrev hon att hon tillåtit Manox att "handskas med och röra mina hemliga kroppsdelar", och att Dereham "låg med mig naken och nyttjade mig på det sätt en man gör med sin hustru vid många och olika tillfällen, men hur många vet jag inte". 
Hon förnekade dock bestämt att hon skulle ha haft ett fullbordat förhållande med Culpeper, eller att hon och Dereham skulle ha kommit överens om någon form av trolovning. 
Hon uppgav att hon hade haft samlag med Dereham, men uppgav att "han kunde sägas ha brukat våld". Påståendet att Dereham tvingat henne stämde dock inte överens med de övriga vittnesmål som gavs av de som varit närvarande när Katarina hade haft samlag med Dereham i flickornas sovsal i Lambeth.
Efter att Katarina fått veta vilka anklagelser som förts fram mot henne vittnade flera om att hon drabbades av en enorm skräck. Kanske var det därför hon inte begrep att då hon tillfrågades om huruvida hon och Dereham hade avgett några äktenskapsliknande löften till varandra borde hon ha svarat ja. Detta skulle ha inneburit att hennes äktenskap med kungen varit ogiltigt, vilket i sin tur innebar att hon inte kunde anklagas för att ha varit otrogen mot honom. Han hade då kunnat förvisa henne, vanärad och ruinerad men ändå vid liv. Eftersom hon förnekade detta blev följden istället döden. 
När hon förnekade trolovningen med Dereham, hamnade fokus istället på hennes äktenskapsbrott med Culpepper, som var betydligt allvarligare eftersom de hade ägt rum medan hon var gift med kungen, och som innebar högförräderi, ett brott belagt med dödsstraff. 

### Avrättning

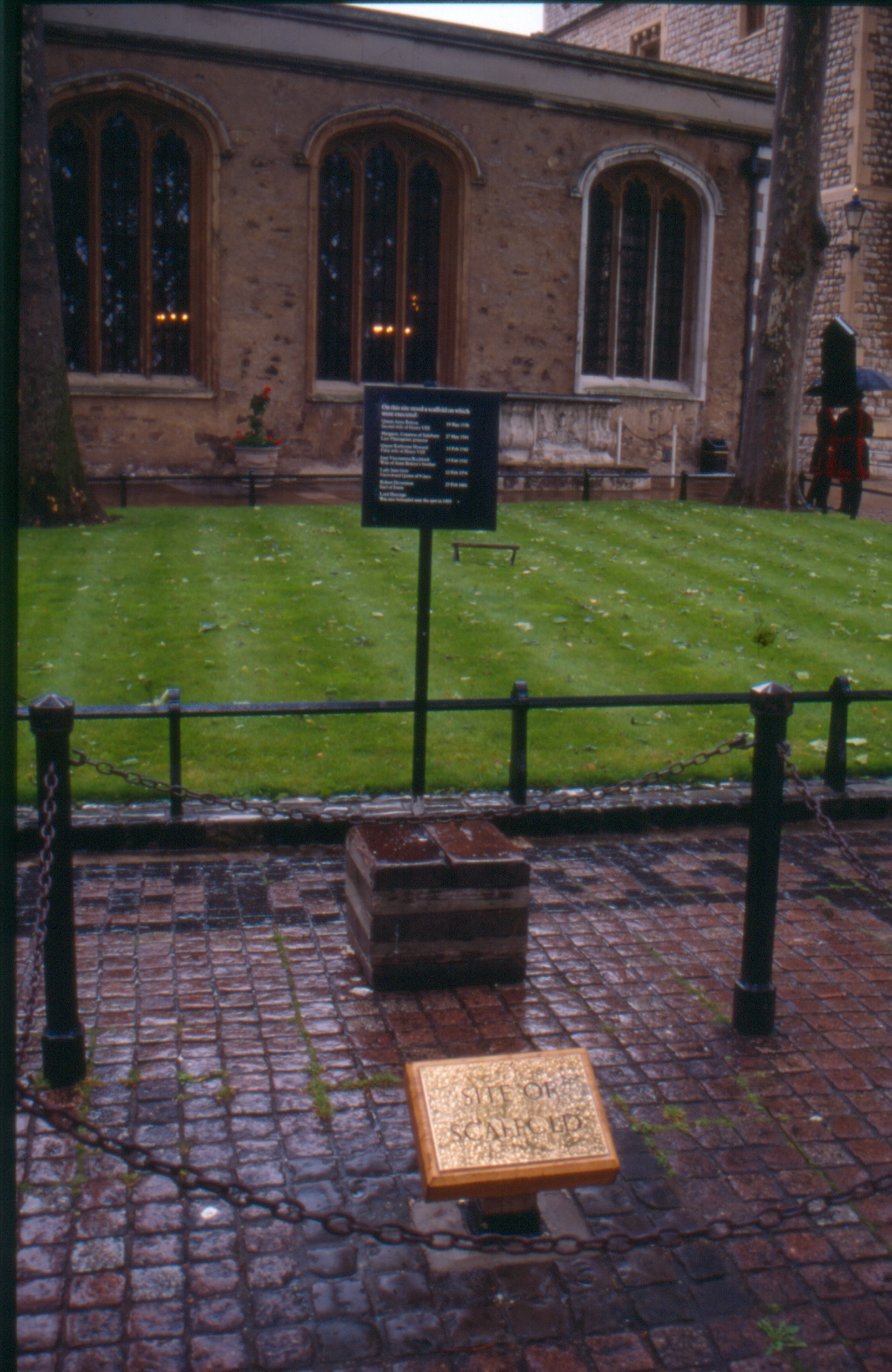
Platsen i Towern där schavotten stod, där Katarina Howard halshöggs.

Den 12 november fängslades Katarina i det före detta klostret Syon Abbey i Middlesex. Kungen tillät henne att behålla både tjänare och fyra hovdamer som hon själv fick välja. Henrik förbjöd henne att bära juveler eller färgglada och juvelprydda klänningar, men tillät henne att ta med sig klänningar i sobra färger, prydda med guld och silver. Han skickade också underkläder och nattlinnen av siden. 
Den 22 november 1541 fråntogs Katarina drottningtiteln, och den 24 november åtalades hon formellt av riksrådet för högförräderi. 
Efterhand kompletterades Culpepers och Derehams bekännelser och hovdamernas vittnesmål även med lady Rochfords berättelse om hur hon hjälpt Katarina och Culpeper att mötas i hemlighet under sommaren. Bland annat hade Katarina och Culpepper tillbringat två nätter i rad ensamma med varandra i Lincoln till två på morgonen; Jane Boleyn uppgav att hon var övertygad om att paret hade haft samlag, men att hon inte hade insett detta när det skedde. 
Jane Boleyn tycks efter sin bekännelse ha drabbats av ett psykiskt sammanbrott i fängelset. Trots att Thomas Wriotheseley, ansåg att lady Rochford inte var vid sina sinnens fulla bruk dömdes även hon till döden. 
Den 10 december 1541 avrättades Culpepper och Dereham. Culpepper, som adelsman, halshöggs medan den ofrälse Dereham hängdes, togs ner levande och styckades medan han fortfarande var vid liv. 
Flera av Katarinas släktingar fängslades, bland dem hennes bror Henry Howard och hans hustru, den åldersstigna änkehertiginnan och dennas styvbarn (de släpptes dock efter Katarinas avrättning). Hennes farbror hertigen av Norfolk lyckades dock undvika detta genom att offentligt fördöma Katarina.
Problemet med fallet var exakt varför Katarina Howard skulle avrättas. Hon hade aldrig erkänt att hon hade haft samlag med någon annan man medan hon varit gift med kungen. Francis Dereham hade haft samlag med henne innan hon gifte sig med kungen, och Culpeper hade aldrig erkänt att han hade haft samlag med henne, enbart att han hade velat ha det, och han hade därför egentligen avrättats för sin avsikt att ha sex med drottningen, det vill säga försök till högförräderi. 
Den 21 januari antog parlamentet en lag som gjorde det straffbart med döden om en drottning underlät att avslöja ett eventuellt sexuellt förflutet för kungen inom 20 dagar efter att ha gift sig. Den 10 februari fördes Katarina till Towern. Under sin tid i Towern bad hon om att få in stupstocken på sitt rum för att kunna öva inför avrättningen så hon skulle veta i förväg hur hon skulle placera sig och "pröva den".
Katarina Howard avrättades den 13 februari 1542, efter att ha hållit ett tal där hon erkände sin skuld och sina synder och bad alla närvarande att be för kungen. Det franska sändebudet Marillac beskrev henne som "så svag att hon knappt kunde tala", men att hon med några ord erkände att hon förtjänade tusen dödar för att ha förbrutit sig mot en kung som behandlat henne så nådigt. Till skillnad från Anne Boleyn, som fick nåden att avrättas med svärd av en särskilt från Calais hämtad bödel, avrättades Katarina Howard med yxa. Strax efter henne avrättades Lady Rochford. 
Hon begravdes bredvid sin kusin Anne Boleyn i St Peter ad Vincula i Towern.

## Katarina Howard i populärkulturen

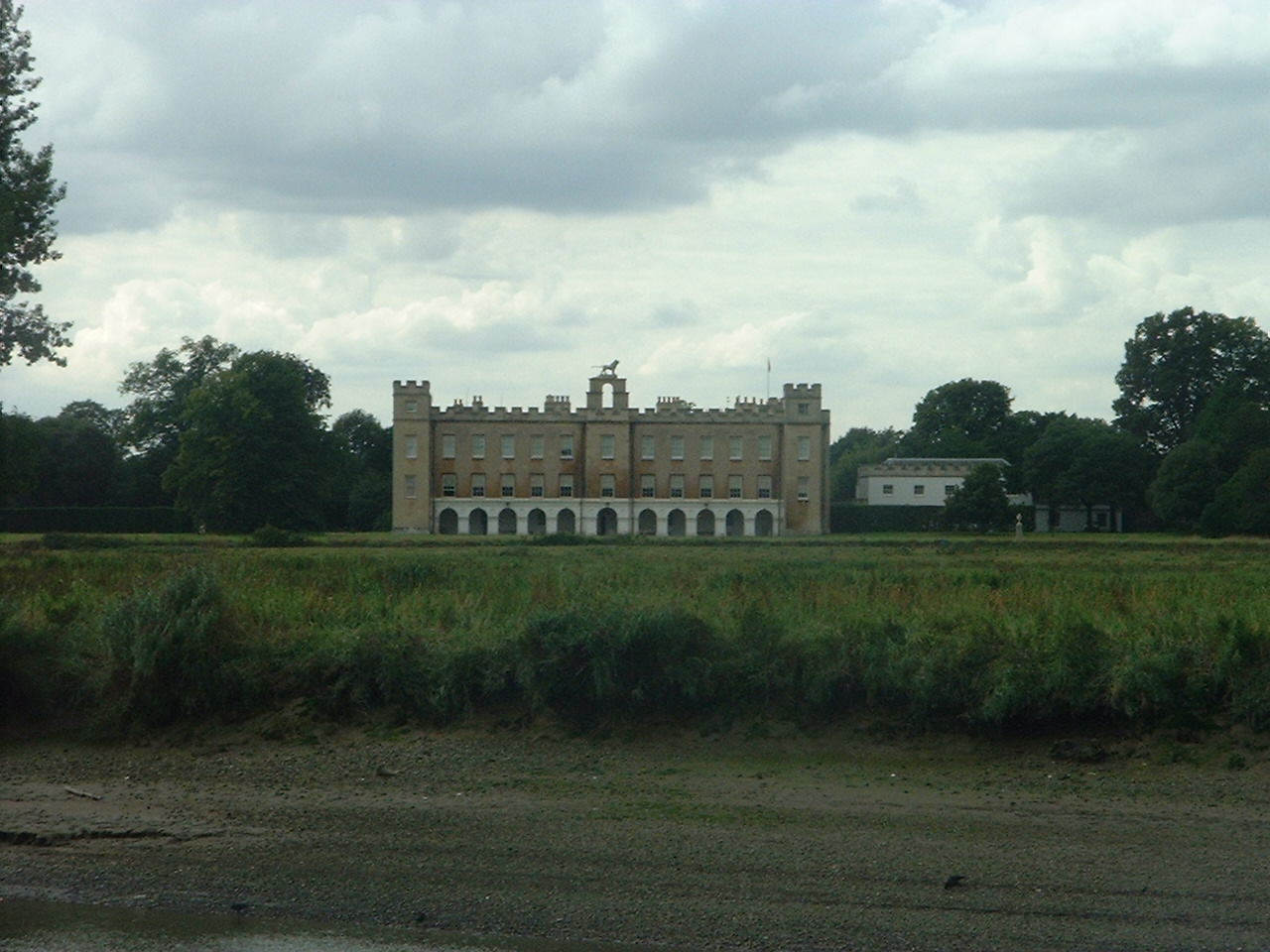
Syon House – byggd på samma plats som Syon Abbey, där Katarina hölls innan hon fördes till Towern.

Enligt legenden skulle Katarina, då hon hölls inspärrad i sin svit på Hampton Court, ha lyckats ta sig ut och springa mot kapellet där Henrik deltog i mässan. Hon ska ha skrikit och bankat på dörren och ropat kungens namn. Detta är dock en romantisk saga som inte kan stämma, då Katarina inte kände till de fulla anklagelserna förrän kungen lämnat Hampton Court.
Enligt sägnen ska hon ha bett att få in stupstocken till sig i det rum där hon inväntade avrättningen så att hon kunde öva sig på att lägga huvudet fint på det inför avrättningen. Det sägs också att hon spökar i Haunted Gallery på slottet Hampton Court, där hon enligt denna apokryfiska legend upprepar den händelse då hon rymde från sina fångvaktare och försökte få tag på kungen för att be om nåd. Den romantiska och tragiska berättelsen om den unga drottningens liv och död och legenderna om hennes oroliga ande har inspirerat till många filmer och böcker:
- Första gången man såg Katarina Howard på vita duken var i stumfilmen Hampton Court Palace 1926, där hon spelades av Gabrielle Morton.
- I filmen Kvinnorna kring kungen från 1933 spelades hon av Binnie Barnes.
- 1970 spelade Angela Pleasence Katarina i  BBC-dramat The Six Wives of Henry VIII, där Keith Michell spelade Henry VIII.
- 2003 spelades Katarina av Emily Blunt i serien  Henry VIII.
- 2009 spelar Tamzin Merchant  Katarina Howard i serien The Tudors.
- Katarina Howard är huvudkaraktär i Arvet efter Anne Boleyn, 2006, av Philippa Gregory.
- Katarinas liv efter att hon kommit till hovet beskrivs i romanen  The Fifth Queen av Ford Madox Ford.

## Anfäder
|                 |  |  |  |  |  |  |  |                |  |  |  |  |  |  |  |                  |  |  |  |  |  |  |  | John Howard       |
|                 |  |  |  |  |  |  |  |                |  |  |  |  |  |  |  |                  |  |  |  |  |  |  |  |                   |
|                 |  |  |  |  |  |  |  |                |  |  |  |  |  |  |  | Thomas Howard    |  |  |  |  |  |  |  |                   |
|                 |  |  |  |  |  |  |  |                |  |  |  |  |  |  |  |                  |  |  |  |  |  |  |  |                   |
|                 |  |  |  |  |  |  |  |                |  |  |  |  |  |  |  |                  |  |  |  |  |  |  |  | Catherine Moleyns |
|                 |  |  |  |  |  |  |  |                |  |  |  |  |  |  |  |                  |  |  |  |  |  |  |  |                   |
|                 |  |  |  |  |  |  |  | Edmund Howard  |  |  |  |  |  |  |  |                  |  |  |  |  |  |  |  |                   |
|                 |  |  |  |  |  |  |  |                |  |  |  |  |  |  |  |                  |  |  |  |  |  |  |  |                   |
|                 |  |  |  |  |  |  |  |                |  |  |  |  |  |  |  |                  |  |  |  |  |  |  |  | Frederick Tilney  |
|                 |  |  |  |  |  |  |  |                |  |  |  |  |  |  |  |                  |  |  |  |  |  |  |  |                   |
|                 |  |  |  |  |  |  |  |                |  |  |  |  |  |  |  | Elizabeth Tilney |  |  |  |  |  |  |  |                   |
|                 |  |  |  |  |  |  |  |                |  |  |  |  |  |  |  |                  |  |  |  |  |  |  |  |                   |
|                 |  |  |  |  |  |  |  |                |  |  |  |  |  |  |  |                  |  |  |  |  |  |  |  | Elizabeth Cheney  |
|                 |  |  |  |  |  |  |  |                |  |  |  |  |  |  |  |                  |  |  |  |  |  |  |  |                   |
| Katarina Howard |  |  |  |  |  |  |  |                |  |  |  |  |  |  |  |                  |  |  |  |  |  |  |  |                   |
|                 |  |  |  |  |  |  |  |                |  |  |  |  |  |  |  |                  |  |  |  |  |  |  |  | William Culpeper  |
|                 |  |  |  |  |  |  |  |                |  |  |  |  |  |  |  |                  |  |  |  |  |  |  |  |                   |
|                 |  |  |  |  |  |  |  |                |  |  |  |  |  |  |  | Richard Culpeper |  |  |  |  |  |  |  |                   |
|                 |  |  |  |  |  |  |  |                |  |  |  |  |  |  |  |                  |  |  |  |  |  |  |  |                   |
|                 |  |  |  |  |  |  |  |                |  |  |  |  |  |  |  |                  |  |  |  |  |  |  |  | Elizabeth Ferrers |
|                 |  |  |  |  |  |  |  |                |  |  |  |  |  |  |  |                  |  |  |  |  |  |  |  |                   |
|                 |  |  |  |  |  |  |  | Joyce Culpeper |  |  |  |  |  |  |  |                  |  |  |  |  |  |  |  |                   |
|                 |  |  |  |  |  |  |  |                |  |  |  |  |  |  |  |                  |  |  |  |  |  |  |  |                   |
|                 |  |  |  |  |  |  |  |                |  |  |  |  |  |  |  |                  |  |  |  |  |  |  |  | Otewell Worsley   |
|                 |  |  |  |  |  |  |  |                |  |  |  |  |  |  |  |                  |  |  |  |  |  |  |  |                   |
|                 |  |  |  |  |  |  |  |                |  |  |  |  |  |  |  | Isabel Worsley   |  |  |  |  |  |  |  |                   |
|                 |  |  |  |  |  |  |  |                |  |  |  |  |  |  |  |                  |  |  |  |  |  |  |  |                   |
|                 |  |  |  |  |  |  |  |                |  |  |  |  |  |  |  |                  |  |  |  |  |  |  |  | Rose Trevor       |
|                 |  |  |  |  |  |  |  |                |  |  |  |  |  |  |  |                  |  |  |  |  |  |  |  |                   |

### Originalcitat
1. ↑  "she was a married woman and wist what matrimony meant and what belonged to that puffing and blowing that went on in her bed"
2. ↑  "be fair, and as he thought meet for the room"
3. ↑  "the King's Highness did cast a fantasy to Catherine Howard the first time that ever his Grace saw her"
4. ↑  "rose without a thorn"
5. ↑  "handle and touch the secret parts of my body"
6. ↑  "lay with me naked and used me in such sort as a man doth his wife many and sundry times, but how many I know not"